# Storia di San Antonio

## Le prime esplorazioni e la missione
Dopo migliaia di anni di culture indigene, gli indiani Payaya si fusero, diventando un gruppo etnico distinto. Vivevano vicino alla San Antonio River Valley, nella zona di San Pedro Springs, che chiamavano Yanaguana, che significa "acque rinfrescanti". 
Nel 1536, Álvar Núñez Cabeza de Vaca, un esploratore spagnolo naufragò e fu ridotto in schiavitù dai nativi americani per un periodo, visitò l'interno di quello che in seguito sarebbe stato chiamato Texas, vide e descrisse il fiume che in seguito sarebbe stato chiamato San Antonio. Alla fine scappò e si riunì con gli spagnoli a Città del Messico.
Dal Convento di Querétaro furono organizzate diverse spedizioni nella regione del Texas, un'area di grande importanza strategica per la corona spagnola. Con questo obiettivo nel 1675, una spedizione formata da Frate Antonio de Olivares, Frate Francisco Hidalgo, Frate Juan Larios e Fernando Orozco Josué Hernández, furono inviati per esplorare e riconoscere il paese oltre i confini del Rio Grande, per testare le possibilità di nuovi insediamenti nella zona.
Nel 1691, il gruppo di esploratori e missionari spagnoli raggiunse il fiume e l'insediamento dei nativi americani, (situato nell'area dell'attuale La Villita) il 13 giugno. Poiché era il giorno della festa di Sant'Antonio da Padova, in Italia, chiamarono il luogo e il fiume San Antonio in suo onore.
Nel 1709 fu intrapresa la spedizione guidata da Pedro de Aguirre, insieme a Frate Antonio de Olivares e Frate Isidro de Espinosa che consisteva nell'esplorazione del territorio in cui si trova l'attuale città, che si estendeva fino al fiume Colorado. Lo stesso anno, al ritorno, egli si recò in Spagna per convincere le autorità a stabilire e mantenere nuove missioni sulla riva del fiume San Antonio.
Nel 1716, Frate Antonio de Olivares scrisse al viceré della Nuova Spagna, Baltasar de Zúñiga y Guzmán, raccontando le loro speranze e piani per la futura missione e lo esortò a inviare famiglie di coloni a fondare una città; nella stessa lettera sottolineava che era necessario che alcune di queste famiglie fossero esperte nelle arti e nelle industrie utili, "per insegnare agli indiani tutto ciò che dovrebbe essere richiesto per essere cittadini utili e capaci".
Alla fine, la perseveranza di Frate Antonio ricevette risposta e il vicereame diede l'approvazione formale per la missione alla fine del 1716 e assegnò la responsabilità dell'istituzione a Martín de Alarcón, governatore di Coahuila y Tejas.

## La fondazione

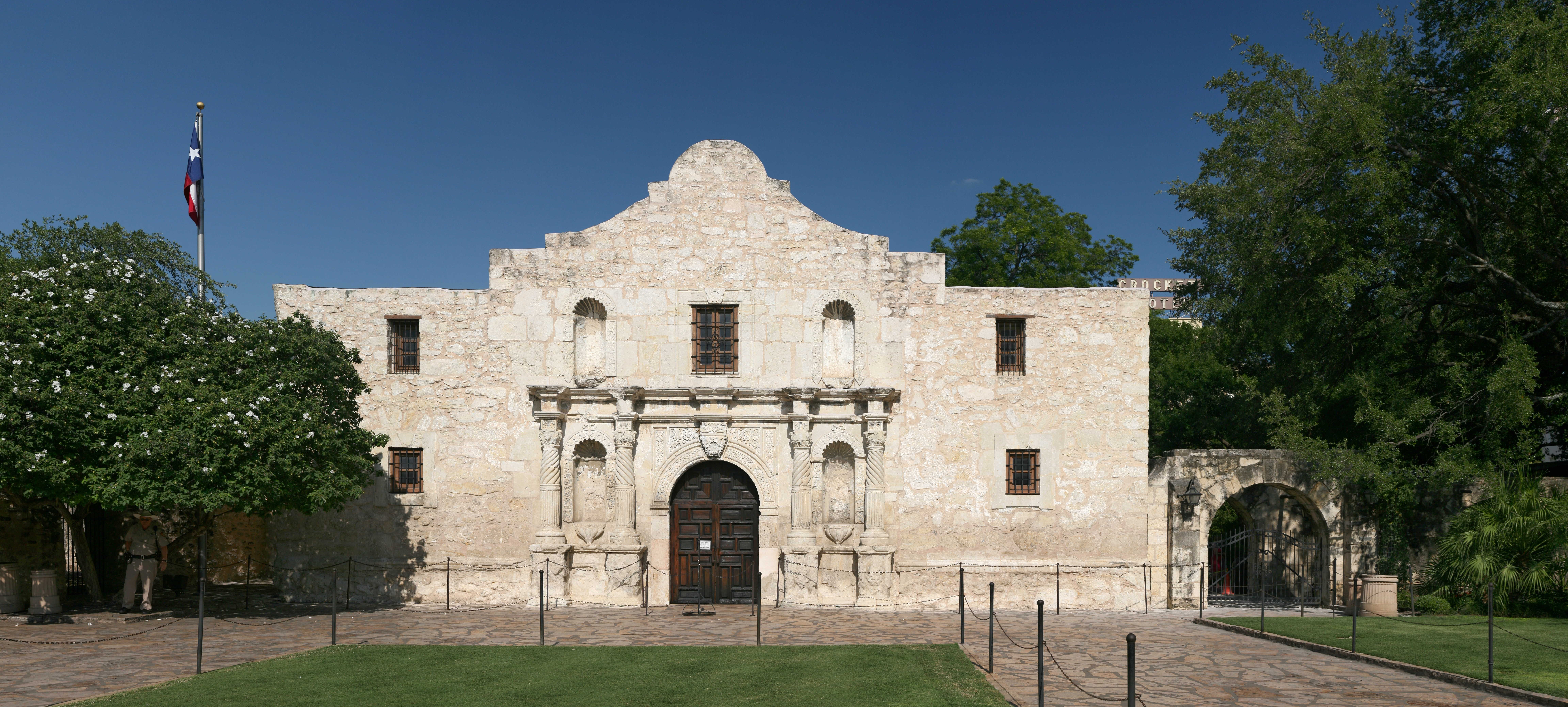
Misión San Antonio de Valero.

Frate Antonio de Olivares organizzò la fondazione della nuova missione, trasportando i materiali dalla Misión San Francisco Solano (che egli stesso aveva creato 16 anni prima), incontrando spesso gli indiani della zona, guadagnandosi gradualmente il loro amore e rispetto. Rimase solo sul luogo della missione per qualche tempo organizzando tutto con gli indiani, il gruppo finalmente stabilì una struttura di paglia, rami e fango vicino alla sorgente del fiume San Antonio. Questa missione si chiamava San Antonio de Valero, un nome derivato da "San Antonio de Padua" e il viceré Nuova Spagna, marchese di Valero. La missione si trovava vicino a una comunità di Coahuiltecan ed era originariamente abitata da indigeni convertiti dalla Missione San Francisco Solano. 
Purtroppo il suo lavoro rimase in sospeso per qualche tempo, dopo aver subìto un incidente durante l'attraversamento di un ponte, lo zoccolo del cavallo che stava cavalcando scivolò in un buco, cadendo violentemente a terra e rompendosi una gamba. Quando poté di nuovo camminare, cambiò il luogo della missione, trasferendola sulla sponda occidentale del fiume, dove le inondazioni erano meno probabili. Su ordine del suo ordine religioso, Frate Antonio de Olivares trasferì la Missione San Francisco Solano alla nuova missione di San Antonio de Valero.
Il 1º maggio 1718, secondo una dichiarazione certificata, Don Martín de Alarcón diede il possesso a Frate Antonio de Olivares della Misión de San Antonio de Valero, più tardi conosciuta come "L'Alamo".

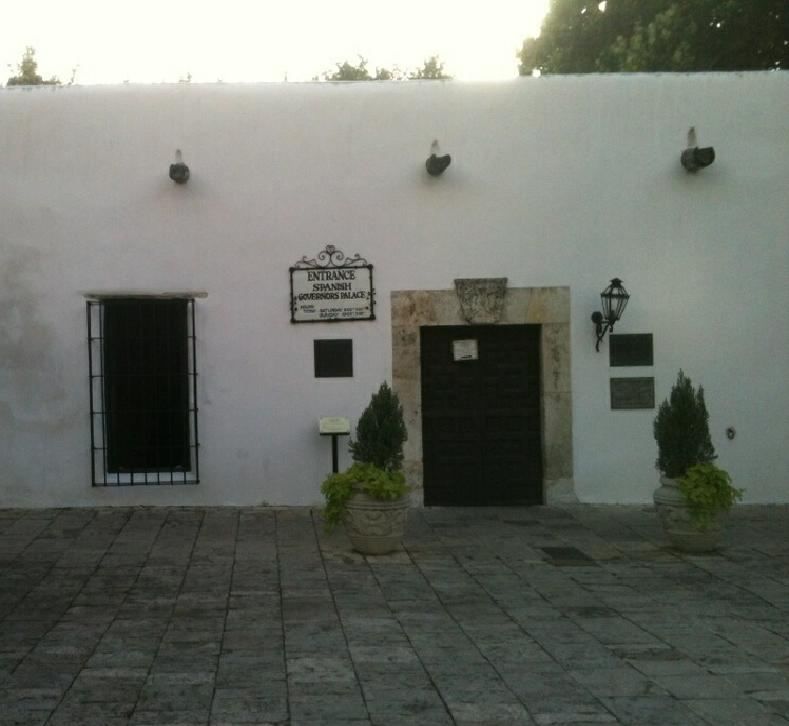
Presidio San Antonio de Bexar.

Il 5 Maggio 1718, costruì il Presidio San Antonio de Béxar, sul lato ovest del fiume, a circa 1 miglio dalla missione. Venne costruito per proteggere il sistema di missioni e insediamenti civili nel Texas centrale e per garantire la rappresentanza della Spagna nella regione dell'aggressione di francesi, britannici e americani. Il presidio consisteva in un edificio in mattoni, ricoperto di erba, con soldati acquartierati in capanne di arbusti. Quando i coloni si concentrarono attorno al complesso del presidio e della missione, iniziarono a formare la città di Bejar o Bexar. Essendo situato al centro di diversi sistemi operativi, Bejar non ha sofferto i bisogni e le ansie di altri presìdi. Nonostante gli occasionali attacchi indiani, la difesa delle mura del presidio non fu mai completata o fu ritenuta necessaria, poiché la missione fu successivamente trasformata nell'unità principale di difesa muraria.
Il complesso operativo venne completato con la costruzione del primo acquedotto del Texas l'Acequia Madre de Valero, lungo 6 miglia e realizzato per irrigare 400 ettari. Era vitale per la missione essere in grado di deviare e controllare l'acqua dal fiume San Antonio, al fine di coltivare i raccolti e fornire acqua alle persone nell'area.  Acequia Madre de Valero correva dall'area attualmente conosciuta come Brackenridge Park e si dirigeva a sud verso quelle che ora sono Hemisfair Plaza e South Alamo Street, parte di esso che non è visibile al pubblico passa sotto il Menger Hotel. L'acequia è stata restaurata nel 1968 e quell'anno è stato designato come un punto di riferimento storico del Texas. 
L'8 luglio 1718 si tenne presso la nuova Missione di San Antonio de Valero il primo battesimo, come risulta dal registro battesimale della missione. 
Il 14 febbraio 1719, il marchese di San Miguel de Aguayo fece un rapporto al re di Spagna proponendo che 400 famiglie venissero trasportate dalle Isole Canarie, Galizia o Cuba per popolare la provincia del Texas. Nel giugno 1730, 25 famiglie vengono inviate da Cuba e 10 famiglie da Veracruz, sotto la guida di Juan Leal Goraz, il gruppo marciò via terra verso il Presidio San Antonio de Bexar, dove arrivarono il 9 marzo 1731 e tra loro venne eletto il primo sindaco, ovvero Goraz. Il gruppo si unì alla comunità militare e religiosa che esisteva dal 1718, formando il primo governo della città e prendendo come sede il presidio.
Nel 1719, frate Margil ottenne dal marchese di San Miguel de Aguayo il permesso di fondare una seconda missione a San Antonio. Tuttavia padre Olivares si oppose, ma nonostante ciò i francescani fondarono la Missione San José e San Miguel de Aguayo, vicino al fiume San Antonio, il 23 febbraio 1720.
San Antonio crebbe fino a diventare il più grande insediamento spagnolo in Texas. Dopo il fallimento delle missioni spagnole nel nord della città, San Antonio divenne la più lontana estensione settentrionale della cultura ispanica. 
La città è stata per la maggior parte della sua storia la capitale della provincia spagnola, poi messicana, di Coahuila y Tejas. Da San Antonio partiva il Camino Real, l'odierna  Old San Antonio Road, che correva fino al confine americano nella piccola città di frontiera di Nacogdoches.

## La rivoluzione Texana
Nel 1811, durante la rivoluzione messicana, Juan Baptista de Las Casas, un capitano in pensione del Nuevo Santander, insieme a diversi rivoluzionari sostenuti dai successi dell'esercito di Hidalgo a Guanajuato, marciarono in città e arrestarono i governatori Herrera e Salcedo. La Spagna smise di inviare denaro e rifornimenti per le truppe, consegnando così la città ai ribelli messicani.
Nel 1813 si svolse, nelle vicinanze della città, la Battaglia di Medina. 
Dopo che il Messico ottenne l'indipendenza dalla Spagna nel 1821, i coloni angloamericani, su invito del governo messicano, tramite impresari come Stephen F. Austin, iniziarono a stabilirsi in Texas nelle aree a est e nord-est di San Antonio.
Quando Antonio López de Santa Anna, dopo essere stato eletto presidente del Messico nel 1833, revocò la Costituzione messicana del 1824, la violenza scoppiò in molte province del Messico. In Texas i coloni si unirono a molti texani ispanici, che si facevano chiamare Tejanos, nel chiedere un ritorno alla Costituzione del 1824. In una serie di battaglie, gli anglo-texani, sostenuti da un numero significativo di alleati Tejanos, inizialmente riuscirono a costringere l'esercito messicano a ritirarsi dal Texas.
Sotto la guida di Ben Milam, nella Battaglia di Bexar, 
nel dicembre 1835, le forze texane catturarono San Antonio dalle forze comandate dal generale Martín Perfecto de Cos, cognato di Santa Anna. Le forze che si opponevano a Santa Anna infine presero il controllo dell'intera provincia del Texas. Oggi il Milam Park e la casa di Cos a San Antonio commemorano questa battaglia.

### Battaglia di Alamo
Dopo aver represso la resistenza in altre regioni del Messico, nella primavera del 1836 Santa Anna guidò l'esercito messicano di nuovo in Texas e marciò su San Antonio. Voleva vendicare la sconfitta di Cos e porre fine alla ribellione texana. Sam Houston, credendo che San Antonio non potesse essere difeso dall'esercito messicano, chiese alle forze texane di abbandonare la città.
Una forza di volontari sotto il comando congiunto di William Barret Travis e Jim Bowie, che includeva Davy Crockett e la sua compagnia di Tennesseans, e la compagnia di Juan Seguín composta da volontari texani ispanici, occupò e fortificò la vicina missione di San Antonio, l'Alamo.
I difensori dell'Alamo includevano texani anglosassoni e ispanici che combattevano fianco a fianco sotto uno stendardo: la bandiera del Messico con i numeri "1824" sovrapposti, ciò voleva indicare che i difensori stavano combattendo per i loro diritti ai sensi della costituzione messicana di quell'anno. Durante l'assedio, il Congresso del Texas dichiarò la Repubblica del Texas.
La battaglia di Alamo ebbe luogo dal 23 febbraio al 6 marzo 1836. All'inizio la battaglia fu principalmente un assedio caratterizzato da duelli di artiglieria e piccole scaramucce, ma dopo dodici giorni Santa Anna, stanco di aspettare la sua artiglieria pesante, decise di prendere d'assalto l'Alamo.
Prima dell'alba del 6 marzo, lanciò le sue truppe contro le mura di Alamo in tre attacchi separati. Il terzo attacco aprì un varco nelle difese del debole muro settentrionale, i difensori si ritirarono nella Long Barracks e nella cappella, dove combatterono fino all'ultimo uomo. La maggior parte degli storici concorda sul fatto che una manciata di difensori furono catturati, ma vennero rapidamente giustiziati come ribelli su ordini specifici di Santa Anna. La morte di questi "martiri dell'indipendenza del Texas" ispirò una maggiore resistenza al regime di Santa Anna. Il grido "Ricorda l'Alamo" divenne il punto di incontro della rivoluzione del Texas.

### L'indipendenza
Il 21 aprile il Texas vinse la sua indipendenza nella Battaglia di San Jacinto.
Juan Seguín, che aveva organizzato la compagnia di Tejanos che combatté e morì ad Alamo, era con Sam Houston quando cadde. Agendo come un corriere dal forte assediato, aveva consegnato un messaggio di Travis a Houston, che ne proibiva il ritorno. Seguín avrebbe poi guadagnato la fama per aver guidato una compagnia di volontari Tejanos nella battaglia di San Jacinto. Dopo l'indipendenza, venne eletto al Senato del Texas e anche sindaco di San Antonio ma nel 1842 fu costretto a lasciare quell'ufficio sotto la minaccia dei politici anglo-americani. Il successivo ispanico ad essere eletto sindaco della città fu Henry Cisneros nel 1981. 

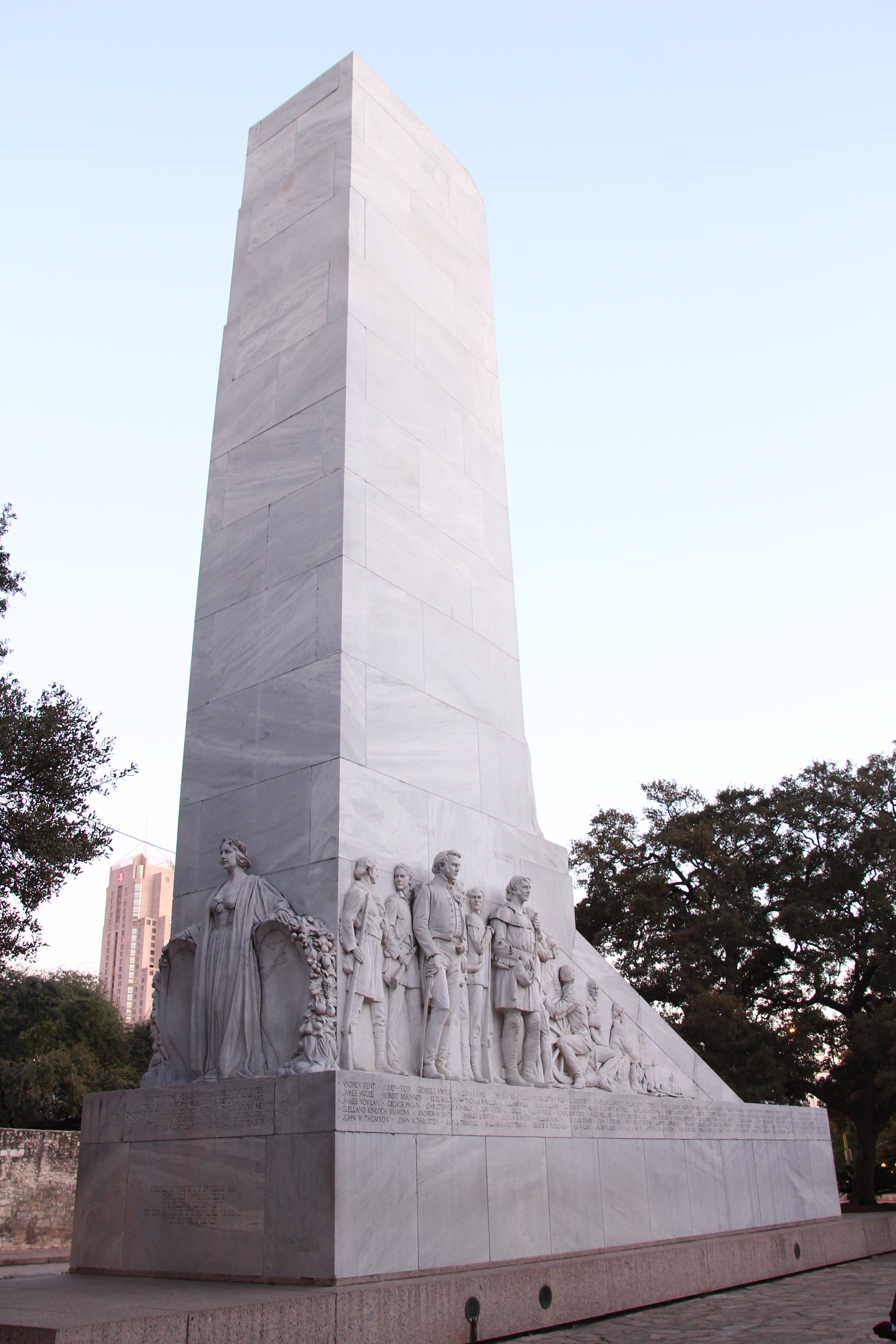
Il Cenotafio in Alamo Plaza, a memoria dei difensori di Alamo

Con la crescita della città di San Antonio, l'Alamo, che nel 1836 era separato dal fiume San Antonio dal resto della città, è diventato parte integrante del moderno centro città. Alamo Plaza contiene il Cenotafio, un monumento costruito per celebrare il centenario della battaglia; esso porta i nomi di tutti quelli noti per aver combattuto lì dalla parte del Texas. Circondato da molti hotel e attrazioni turistiche, è il punto di riferimento più noto di San Antonio, raffigurato nella bandiera e nel sigillo della città ed è l'attrazione turistica più visitata dello stato. San Antonio è infatti soprannominata "Alamo City". La sua annuale Fiesta Week in aprile commemora la vittoria texana a San Jacinto.

## Annessione agli Stati Uniti
Nel 1845 gli Stati Uniti annessero il Texas e inclusero come stato nell'Unione. Questo, dopo qualche incitamento da parte delle truppe statunitensi lungo il confine messicano, portò alla Guerra tra Messico e Stati Uniti, che si concluse con il Trattato di Guadalupe Hidalgo (1848). In base a questo trattato, il Messico cedette agli Stati Uniti non solo il Texas ma tutto quello che ora è il sud-ovest americano, escludendo una piccola parte dell'Arizona e del Nuovo Messico. La guerra fu devastante per San Antonio, alla fine della guerra,  la popolazione della città si era ridotta di quasi due terzi, a 800 abitanti. Un'ulteriore riduzione della popolazione avvenne durante un'epidemia di colera, che uccise centinaia di residenti nel 1849. 
La pace e le connessioni economiche con gli Stati Uniti ripristinarono la prosperità della città e nel 1860, all'inizio della Guerra civile americana, San Antonio era cresciuta fino ad avere 15.000 abitanti. 
Dalla fine degli anni 1840 e dal periodo delle rivoluzioni tedesche, molti tedeschi emigrarono in Texas. Essi tendevano a opporsi con forza alla schiavitù poiché avevano combattuto per la giustizia e la libertà. I mercanti tedeschi di maggior successo della città costruirono le proprie case nel distretto di King William, appena a sud del centro. I visitatori sentivano il tedesco per le strade quasi tanto quanto l'inglese e lo spagnolo. I tedeschi portarono l'industria della birra in Texas. I Guenther Flour Mills, Gebhardt's Chili Powder e Mahncke Park sono istituzioni locali che ricordano l'eredità tedesca di San Antonio.

## Guerra civile e dopoguerra

Litografia di San Antonio nel 1886.

Durante la Guerra Civile, San Antonio non fu profondamente coinvolta nella causa secessionista; molti degli abitanti della città, in particolare quelli di origine etnica tedesca, africana e messicana, sostenevano l'Unione. Nel dopoguerra, sostennero per decenni il Partito Repubblicano così come anche il Partito Populista, costituendo così una base politica multirazziale,  alla fine del XIX secolo. 
Dopo aver riacquistato il potere nella legislatura statale, i Democratici bianchi approvarono una tassa sul voto nel 1901, effettivamente privando le minoranze ed i bianchi poveri. Con le minoranze etniche e le classi inferiori della società di San Antonio e del Texas incapaci di votare, il Partito Repubblicano perse il suo vantaggio competitivo nella maggior parte delle aree dello stato.
Dopo la guerra, San Antonio prosperò come centro del bestiame. Gli angloamericani impararono le tecniche spagnole e messicane di allevare il bestiame a cavallo, creando una nuova generazione di cowboy. I principali percorsi per guidare il bestiame ai mercati e alle ferrovie iniziavano a San Antonio. Il promotore di affari John Gates, scelse San Antonio per dimostrare il valore del suo filo spinato nell'allevamento del bestiame; nel 1876 recintò Alamo Plaza con la nuova invenzione e fece guidare una mandria da cowboy all'interno del filo da cui non poté uscire, così molti allevatori acquistarono il prodotto. 
Durante il periodo postbellico, San Antonio rimase una città di frontiera, il suo isolamento e la varietà di culture gli hanno fatto acquisire la reputazione di un luogo esotico. Quando Frederick Law Olmsted, l'architetto che due anni dopo progettò Central Park a New York City, visitò San Antonio nel 1856, descrisse la città come un "miscuglio di razze, costumi, lingue ed edifici", che le conferivano una qualità con cui solo New Orleans poteva competere. 
Nel 1850, San Antonio divenne la città più popolosa del Texas con 8.235 abitanti, prendendo il posto di Galveston. Sostenuta dalla costruzione della sua prima ferrovia nel 1877 e da un terribile uragano che aveva colpito Galveston, San Antonio emerse come la più grande città dello stato nel 1900. Rimase al primo posto fino al 1930, quando Dallas e Houston superarono la Alamo City. 
San Antonio era spesso frequentata da fuorilegge e ladri del Vecchio West ed è particolarmente associata a Butch Cassidy e Sundance Kid, che spesso usavano il bordello di Fannie Porter come nascondiglio.

## XX e XXI secolo

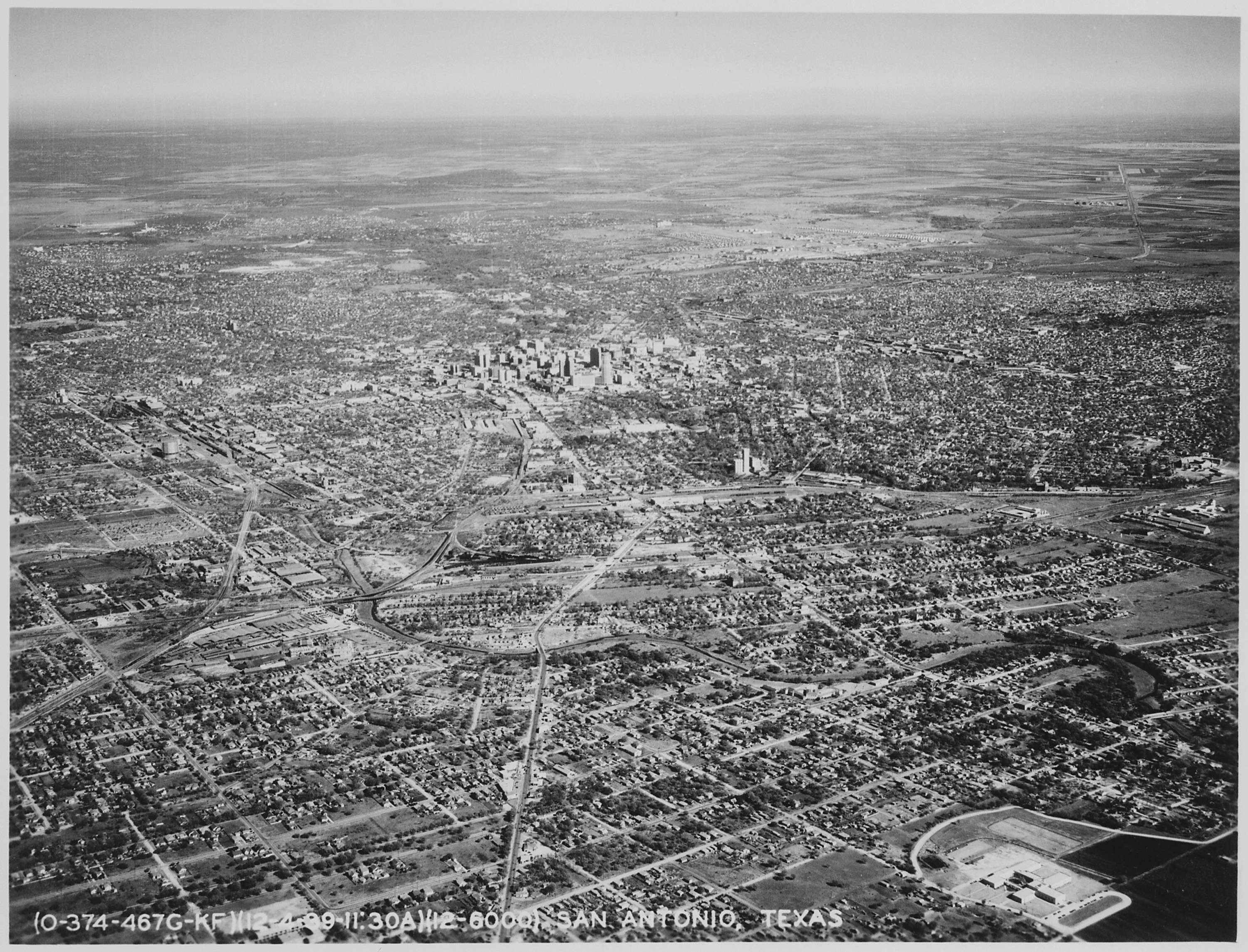
Vista aerea della città, il 4 dicembre 1939.

All'inizio del XX secolo, le strade della Downtown, l'antica città spagnola e messicana, furono ampliate per accogliere i tram e il traffico automobilistico. Nel processo molti edifici storici vennero distrutti, come la Veramendi House o la casa in cui Jim Bowie si era sposato quando arrivò in città. 
Come molti comuni degli Stati Uniti meridionali, San Antonio ha una crescita demografica costante dalla fine del XX secolo, la popolazione della città è quasi raddoppiata in 35 anni, da poco più di 650.000 nel censimento del 1970 a circa 1,2 milioni nel 2005.